# Jards Macalé
Jards Anet da Silva (Rio de Janeiro, 3 de março de 1943), mais conhecido por seu nome artístico Jards Macalé, é um cantor, músico, compositor e ator brasileiro, presente no cenário cultural brasileiro desde a década de 1960.

## Biografia

### Infância e formação musical
Jards nasceu no bairro da Tijuca, Rio de Janeiro, nas imediações do Morro da Formiga, e cresceu rodeado de música: no morro, os batuques do samba; na casa ao lado, os vizinhos Vicente Celestino e Gilda de Abreu. Na residência dos pais, escutava os foxes, as valsas e as modinhas tocadas ao piano pela mãe, Lígia (que também cantava) e no acordeom, pelo pai. O coro familiar tinha o irmão mais novo Roberto e o próprio Jards. No rádio, ouvia com frequência a cantores de sucesso como Orlando Silva, Marlene e Emilinha Borba.
Ainda durante a infância, mudou-se para o bairro de Ipanema, onde ganhou o apelido de "Macalé" – nome do pior jogador do time do Botafogo, à época, em decorrência de sua irregularidade nas partidas de futebol informalmente disputadas na areia da praia. Já na adolescência, formou seu primeiro grupo musical, o duo "Dois no Balanço". Posteriormente, integrou o conjunto Fantasia de Garoto, que tocava jazz, seresta e samba-canção.
Estudou piano e orquestração com o maestro Guerra Peixe, violoncelo com Peter Dauelsberg, violão com Turíbio Santos e Jodacil Damasceno e análise musical com Esther Scliar.

### Década de 1960: início de carreira e primeiro compacto
Jards começou a adquirir notoriedade no meio artístico nos anos 1960, ao tornar-se presença constante na Churrascaria Pirajá, em Ipanema, restaurante frequentado por figuras como Vinícius de Moraes e Grande Otelo, que logo tornaram-se amigos do jovem músico. Começou sua carreira profissional em 1965, como violonista nos espetáculos músico-teatrais do Grupo Opinião, e o apartamento de sua família passou a ser intensamente frequentado por artistas a partir do momento em que Jards passou a abrigar Maria Bethânia, estrela do Opinião. Fez a direção musical dos primeiros espetáculos solo de Bethânia, e teve composições gravadas por Elisete Cardoso e Nara Leão. Com Gal Costa, Paulinho da Viola e o parceiro José Carlos Capinam, criou a agência Tropicarte, para administrar a gestão de seus próprios espetáculos.
Em 1969, participou do 4º Festival Internacional da Canção, apresentando a canção Gotham City, parceria com José Carlos Capinam com arranjos do maestro Rogério Duprat. A apresentação foi recebida com uma estrondosa vaia, tornando-se um dos eventos musicais brasileiros mais célebres do ano e dando a Macalé (que na época ainda não utilizava "Jards" em seu nome artístico), que já era uma figura conhecida no meio musical, uma maior projeção graças a diversas entrevistas para jornais como O Pasquim. No mesmo ano, lançou seu primeiro disco, o compacto "Só Morto" – recebido friamente graças a problemas técnicos na mixagem de som. Trabalhou com Gal Costa no disco Le-Gal e no show Meu nome é Gal.

### Década de 1970: primeiros álbuns
Já em 1971, foi para Londres, a convite de Caetano Veloso, à época exilado do Brasil pela ditadura militar vigente. Macalé foi o violonista solo e produtor musical (inicialmente não creditado) de Transa, um dos discos mais conhecidos de Caetano e tido por muitos como seu melhor. Volta ao Brasil no mesmo ano, e em 1972 lança pela gravadora Phonogram seu primeiro LP, Jards Macalé, gravado em forte sintonia com uma equipe enxuta de músicos: Lanny Gordin, na guitarra, e Tutty Moreno, na bateria – que, somados ao próprio Jards, no violão, formavam um power trio. O primeiro álbum conta com um forte repertório de composições, muitas das quais viriam a se tornar clássicos no repertório de Macalé. Entre as parcerias estão nomes como Torquato Neto, Waly Salomão, Duda Machado e Capinam.
Em 1973, em decorrência de dificuldades financeiras (pelas quais sempre passou, graças a seu status de artista "marginal"), teve a iniciativa de organizar um show beneficente a si mesmo, em auto promoção, que logo se estendeu a beneficiar também outros músicos. A iniciativa, batizada de "O Banquete dos Mendigos", acabou mudando de caráter e ganhou um tom político quando se tornou uma celebração da Declaração Universal dos Direitos Humanos. Por esse motivo, a apresentação, realizada no Museu de Arte Moderna do Rio de Janeiro, foi permeada pela tensão de uma prisão iminente dos músicos e do público por parte da ditadura, o que acabou não acontecendo. O show foi gravado clandestinamente, mas devido ao caráter político do espetáculo, só conseguiu ser lançado em disco muitos anos depois, sob o título Direitos Humanos no Banquete dos Mendigos. Além de Macalé, o álbum possui um vasto repertório, com nomes como Luiz Melodia, Chico Buarque, Gonzaguinha, Paulinho da Viola, Gal Costa, Edu Lobo, Johnny Alf, Jorge Mautner, Raul Seixas, Pedro dos Santos, Ivan Junqueira, Milton Nascimento, Dominguinhos e a banda Soma.
O próximo LP, Aprender a Nadar, viria apenas em 1974. Gravado pela Philips e contando com maior equipe de músicos, o disco, no entanto, teve uma produção conturbada graças a atritos entre Macalé e o produtor musical André Midani, que chegaram até mesmo na escolha da capa do disco (uma caricatura do músico), feita sem a participação de Jards. Mais experimental em sua estrutura e com um repertório que evoca os sambas e boleros que Macalé ouviu durante a infância, o álbum não foi recebido com tanta unanimidade quanto seu antecessor.
Participou como ator e compositor da trilha sonora dos filmes O Amuleto de Ogum e Tenda dos Milagres, de Nelson Pereira dos Santos. Também compôs para as trilhas sonoras de Macunaíma de Joaquim Pedro de Andrade, O Dragão da Maldade contra o Santo Guerreiro, de Glauber Rocha, A Rainha Diaba, de Antônio Carlos Fontoura, Se segura, malandro!, de Hugo Carvana e Getúlio Vargas, documentário de Ana Carolina, além de espetáculos de teatro.
Pela Som Livre, lançou, em 1976, seu disco mais ambicioso até então, Contrastes – batizado em referência a um samba de Ismael Silva, que abre o repertório do disco. Nas demais faixas do álbum, uma sequência eclética que mistura regravação de canções antigas ("Sem essa", presente no primeiro compacto do músico), sambas, jazz, xotes, choros e diversos outros gêneros musicais, contando com uma gama de parcerias musicais que inclui Jackson do Pandeiro (que conhecera durante as gravações de O Amuleto de Ogum), Walter Franco, o maestro Júlio Medaglia a Orquestra Tabajara, regida por Severino Araújo, um dos mentores de Macalé.
Tornou-se parceiro musical de um de seus ídolos, o sambista Moreira da Silva, em uma turnê de apresentações realizadas em dupla ao redor do Brasil, por iniciativa do Projeto Pixinguinha. Graças a uma polêmica causada pelo teor sexual implícito na letra do xote "Sim ou Não", presente no repertório de Contrastes, que foi jocosamente explorada por Macalé e por um animado público na cidade de Vitória, Espírito Santo, Macalé foi preso e, subsequentemente, proibido de tocar a canção nos shows seguintes do Projeto Pixinguinha. A tumultuada passagem do cantor pela cadeia foi registrada em uma composição, o samba de breque "Tira os óculos e recolhe o homem", parceria com Moreira da Silva – que, em Vitória, fez de tudo o que estava a seu alcance para garantir a soltura de Jards.

### Década de 1980: anos turbulentos
A década de 1980 foi particularmente difícil para Jards. Cogitando o suicídio, telefonou para seus amigos para despedir-se, quando foi convidado por João Gilberto para visitá-lo em sua residência. Lá, o músico baiano tocou "No Rancho Fundo", de Ary Barroso, até que Macalé se tranquilizasse e pegasse no sono, tendo assim sua vida salva. Em 1983, gravou Let's Play That, álbum de improvisações feitas em parceria com o percussionista Naná Vasconcelos, que só viria a ser lançado na década seguinte, devido a problemas envolvendo o mecenas responsável pelo financiamento do disco. Em 1985, participou do musical Areias Escaldantes, e em 1987 lançou Quatro Batutas e Um Coringa, disco de covers com sambas de Paulinho da Viola, Nelson Cavaquinho, Lupicínio Rodrigues e Geraldo Pereira.
No mesmo ano, gravou e lançou o compacto Rio Sem Tom / Blue Suede Shoes. No lado A, uma canção com arranjos de Lincoln Olivetti onde Jards expressa, com descontentamento e ironia, sua opinião sobre a situação atual do Rio de Janeiro, tendo como ponto de partida a mudança de Tom Jobim para os Estados Unidos. No lado B, um cover de Elvis Presley. No ano seguinte, lançou Peçam Bis, parceria com Dalva Silva e cujo repertório é composto por canções de Ismael Silva.

### Década de 1990:O Que Faço É Música
Apenas na década de 1990 Jards gravou uma versão completa de "Vapor Barato", canção presente apenas como uma vinheta que antecede a música "Revendo Amigos" no disco autointitulado de 1972 e que tornara-se famosa na voz de Gal Costa. A canção está presente no álbum O Que Faço É Música, de 1999 – que permaneceu, durante 20 anos, como seu último disco de canções inéditas.

### Anos 2000–2010: regravações e participações
No século XXI, a discografia de Jards abre com Canta Moreira da Silva, de 2001, disco de covers em homenagem ao ídolo e parceiro musical. Em 2003, o músico lançou Amor, Ordem & Progresso, disco que contém covers e regravações de clássicos de seu repertório. O lançamento do álbum foi acompanhado por uma campanha, capitaneada por Macalé, para a mudança da inscrição "Ordem e Progresso" na bandeira do Brasil, prezando pela inclusão da palavra "Amor", conforme consta no lema positivista original de Auguste Comte. Essa associação referencia o samba "Positivismo", de Noel Rosa, uma das canções incluídas no repertório do disco. Dois anos depois, lança Real Grandeza (assim intitulado em referência a "Rua Real Grandeza", canção do disco Aprender a Nadar), com novas gravações de suas parcerias com o poeta Waly Salomão, falecido em 2003. Em 2008, novamente mesclando clássicos próprios com covers e em tom intimista, lançou Macao. Em 2011, lançou Jards, semelhante em repertório, porém mais energético. Ambos os álbuns contam com participações de músicos de diversas gerações, como Luiz Melodia, Frejat, Elton Medeiros, Ava Rocha e Thais Gulin, e a gravação do último foi acompanhada de perto pelo cineasta Eryk Rocha, que as registrou no documentário Jards, lançado em 2013.
Em 2012, Jards participou em colaboração com a banda Dorgas da série Meet the Legends, da empresa de óculos escuros Ray-Ban, na qual cantou a faixa "Faisão Dourado (Tendência e Cor)", de autoria original da banda. Em 2013, participou do evento Canções do Exílio, onde declarou ser anarquista. Em 2014, participou do disco Melancolia e Carnaval, de Rogério Skylab. A participação se dá na música "Cogito", versão musicada de um poema de mesmo nome escrito pelo antigo parceiro lírico de Macalé, Torquato Neto. Na música, Macalé divide os vocais com Skylab. No mesmo ano, apareceu como ator em Big Jato, filme do cineasta pernambucano Cláudio Assis.
Em 2015, foi lançado Ao Vivo, gravação de um show com clássicos de seu repertório e contando com a participação de Zeca Baleiro, parceria estabelecida anos antes, em Canta Moreira da Silva. No ano seguinte, é lançado em disco a gravação do espetáculo Dobrando a Carioca Ao Vivo, no qual Macalé toca clássicos do samba em conjunto com Zé Renato, Guinga e Moacyr Luz. Em 2017 é lançado, em vinil e em digital, "Só Morto Ao Vivo", gravação de  uma apresentação realizada por Macalé na década de 1970 e primeiro registro do músico interpretando a infame canção Gotham City – até agora, nunca gravada em um disco de estúdio.

### Anos 2010–2020: novos projetos
Em 2018, foi lançado o box set de CDs Jards Macalé: Ao Vivo!, reunindo três discos com gravações inéditas de apresentações realizadas entre os anos 1970 e 1980, incluindo um show no Presídio da Papuda. No ano seguinte, chegou ao público o álbum Besta Fera, primeiro trabalho de inéditas lançado por Jards Macalé em 20 anos. Colaboração de mais de 15 músicos, o projeto contou com participações especiais de Juçara Marçal, Tim Bernardes e Rômulo Fróes, além de músicos, arranjadores e compositores como Thomas Harres, Kiko Dinucci, Ava Rocha, Rodrigo Campos e Thiago França. O título do álbum vem do poema "Aos vícios", do poeta Gregório de Matos, que foi adaptado e musicado por Macalé na faixa-título "Besta Fera". Outro poema adaptado para o álbum foi "Canto I" (de Os Cantos), de Ezra Pound, cuja tradução de Décio Pignatari, Augusto e Haroldo de Campos se transformou na canção "Trevas", com clipe dirigido por Gregorio Gananian. Lançado em vinil e em digital, o disco foi indicado ao Grammy Latino de Melhor Álbum de Música Popular Brasileira e foi também eleito um dos 25 melhores álbuns brasileiros do primeiro semestre de 2019 pela Associação Paulista de Críticos de Arte.
Em 2020, se reuniu no palco com Rômulo Fróes, Juçara Marçal e outros companheiros presentes na produção de seu disco Besta Fera ao ser convidado para participar de um show da Encruza, turnê conjunta das bandas Metá Metá e Passo Torto. Foram apresentadas canções das duas bandas e de Macalé, tanto do disco Besta Fera quanto sucessos clássicos de seu repertório. O encontro se deu na cidade de Niterói, na Sala Nelson Pereira dos Santos – espaço para shows batizado em homenagem ao cineasta falecido em 2018, de quem Macalé fora amigo e colaborador. Ao fim do mesmo ano, foi lançado Eu Só Faço O Que Quero, extenso livro do pesquisador Frederico Coelho que propõe-se a ser um "ensaio biográfico" sobre a vida e obra de Jards.
No segundo semestre de 2021, Síntese do Lance – parceria com João Donato – chegou as plataformas digitais, sendo posteriormente lançado também em vinil. O trabalho colaborativo com Donato foi sucedido por Coração Bifurcado, álbum de inéditas lançado em 2023 que foi escolhido pela Associação Paulista de Críticos de Arte como um dos 50 melhores álbuns nacionais de 2023. Ao longo do mesmo ano, ganhou destaque ao participar dos shows promovidos por Caetano Veloso para a comemoração dos 40 anos de seu disco Transa, no qual Macalé foi violonista e produtor.  Foi reunida a equipe musical original do álbum, que também compreendia os percussionistas Tutty Moreno e Áureo de Sousa, em apresentações realizadas no Rio de Janeiro e em Salvador. 
Em 2024, chegou ao público uma parceria de Macalé com o pandeirista Sergio Krakowski e seu trio. Em Mascarada: Zé Kéti por Sergio Krakowski Trio & Jards Macalé, sambas clássicos do compositor portelense são repaginados em arranjos de jazz.

### Parcerias e intérpretes
Macalé é autor de canções como "Vapor Barato", "Anjo Exterminado", "Mal Secreto", "Movimento dos Barcos", "Rua Real Grandeza", "Hotel das Estrelas", "Poema da Rosa". Além de Capinam, Waly Salomão, Duda Machado e Torquato Neto, teve como parceiros musicais importantes nomes como Naná Vasconcelos, Xico Chaves, Jorge Mautner, Glauber Rocha, Abel Silva, Vinícius de Morais, Fausto Nilo e Itamar Assumpção.
Entre os intérpretes de suas canções, estão Gal Costa ("Hotel das Estrelas", "Mal Secreto" e "Vapor Barato"), Maria Bethânia ("Anjo Exterminado" e "Movimento dos Barcos"), Clara Nunes ("O mais-que-perfeito"), Camisa de Vênus, Os Brazões (ambos com "Gotham City") e O Rappa ("Vapor Barato"), entre outros. Embora tenha também parcerias com Gilberto Gil e Caetano Veloso, rompeu com eles por considerar que o tropicalismo havia sido cooptado pela indústria cultural, perdendo a independência – opinião compartilhada por figuras como Hélio Oiticica, autor da obra Tropicália (e indiretamente responsável pelo batismo do movimento), e Glauber Rocha.

## Discografia
- Só Morto / Burning Night (compacto, 1970);
- Jards Macalé (1972);
- Banquete dos Mendigos (LP duplo), em homenagem ao 25º aniversário da Declaração Universal dos Direitos Humanos. Gravado ao vivo, com vários artistas (1973);
- Aprender a nadar (1974);
- Contrastes (1976);
- Quatro Batutas e um Coringa (1987), interpretando sambas de Paulinho da Viola, Geraldo Pereira, Nelson Cavaquinho e Lupicínio Rodrigues;
- Rio Sem Tom/ Blue Suede Shoes (compacto, 1987);
- Peçam Bis, cantando canções de Ismael Silva ao lado de Dalva Torres (1988);
- Let's Play That (gravado em 1983, lançado em 1994), com Naná Vasconcelos;
- O Que Faço é Música (1998);
- Macalé Canta Moreira (2000), além do single;
- Participou dos songbooks de Ary Barroso, Noel Rosa e Tom Jobim;
- Amor, Ordem & Progresso (2003);
- Real Grandeza (2005), contendo exclusivamente canções de sua parceria com Waly Salomão: e com a participação de Maria Bethânia, Adriana Calcanhotto e Luiz Melodia, entre outros artistas;
- Macao (2008);
- Jards (2011), com participação de Elton Medeiros, Thaís Gulin, Luiz Melodia, Frejat e Ava Rocha;
- Jards Macalé - Ao Vivo (2015);
- Dobrando a Carioca Ao Vivo (2016), junto de Zé Renato, Guinga e Moacyr Luz;
- Só Morto - Ao Vivo (2017);
- Jards Macalé: Ao Vivo! (2018)
  - Contrastes Ao Vivo (duplo; gravado em 1977)
  - Jards Macalé Canta no Presídio (gravado em 1978)
  - A Volta para Vitória (gravado em 1981)
- Besta Fera (2019);
- Síntese do Lance (2021) - com João Donato
- Coração Bifurcado (2023);
- Mascarada: Zé Kéti por Sergio Krakowski Trio & Jards Macalé